# Cuarentaiunismo
Cuarentaiunismo es la denominación utilizada para definir la posición política dada en Navarra (España) entre los defensores de la Ley de Modificación de Fueros de Navarra de 1841, manteniendo y respetando su carácter pactado, aunque fuera susceptible de mejoras, «identificándose con la resolución de contrafueros existentes en cualquier momento y sin colocar en entredicho la unidad de España».

## Historia
La opción cuanteinuista fue integrada por la clase liberal considerando esta foralidad como el punto de partida. Según uno de sus representantes, el tudelano José Yanguas y Miranda:

Deber es de la sociedad atender solícita a los intereses materiales de la humanidad en su viaje de esta vida. Los primeros, se conservan entre nosotros, crecen y se desarrollan al benéfico influjo de la Ley de 16 de agosto de 1841, carta de pago de una deuda nacional, pacto solemne que en claras y teminantes  condiciones establece la unión indisoluble, pero franca y generosa, de Navarra con España, con la patria común, de quién todos somos hijos apasionados y serenos ardientes defensores.
José Yanguas y Miranda, Proclama de la Diputación de 18 de junio de 1855, Firman el presidente Joaquín Sevilla Garrido, los diputados Garcés de los Fayos, Bezunartea, Irigoyen, Belarra, Azcona y Olóriz además del secretario Yanguas y Miranda

Históricamente el cuarentaiunismo ha sido conservador, centralista y legalista.[cita requerida] Entre sus defensores se encuentra Víctor Pradera. 
Se contraponía al sector mayoritarío pero muy heterogéneo de intelectuales de diversas tendencias, los jaimistas defensores de los cuatro provincias forales (además de Navarra, Álava, Guipúzcoa y Vizcaya), republicanos federales y la mayor parte de la población. Estos reclamaban con mayor o menor intensidad la reintegración foral plena, previa al Decreto de Confirmación de Fueros de 1839, de la que surgió la del año 1841.[cita requerida] Estos son los denominados antitreintainuevistas favorables a esa reintegración foral plena anterior a 1839, con una Navarra soberana con sus Cortes confrontada al centralismo propiciado por los liberales. En esta segunda línea estarían en torno a 1920, tanto nacionalistas como jaimistas.
Apoyó la Gamazada cuando la misma ley de 1841 estuvo a punto de ser incumplida por parte del Gobierno de España, al intentar suprimir el régimen económico fiscal. Sin embargo en las movilizaciones populares se estaba reclamando le reintegración foral plena, que el cuarentaiunismo no secundaba.
En otras ocasiones en que se han reclamado la reintegraciones forales han frenado estas como ocurrió en las Reivindicaciones autonómicas y reintegración foral en Navarra de 1917, o en la tramitación del Estatuto Vasco-Navarro durante la Segunda República Española. Durante la conspiración para el golpe de Estado que llevó a la guerra civil española negoció sus objetivos con el carlismo.
Durante la etapa franquista fue propicia para la defensa del carácter de pacto de la ley de 1841.
Durante la transición española impulsó la creación de la Ley Orgánica de Reintegración y Amejoramiento del Régimen Foral de Navarra aprobada en 1982 de forma pactada, sin realizar referéndum de la población navarra.